# ボビー・ライデル

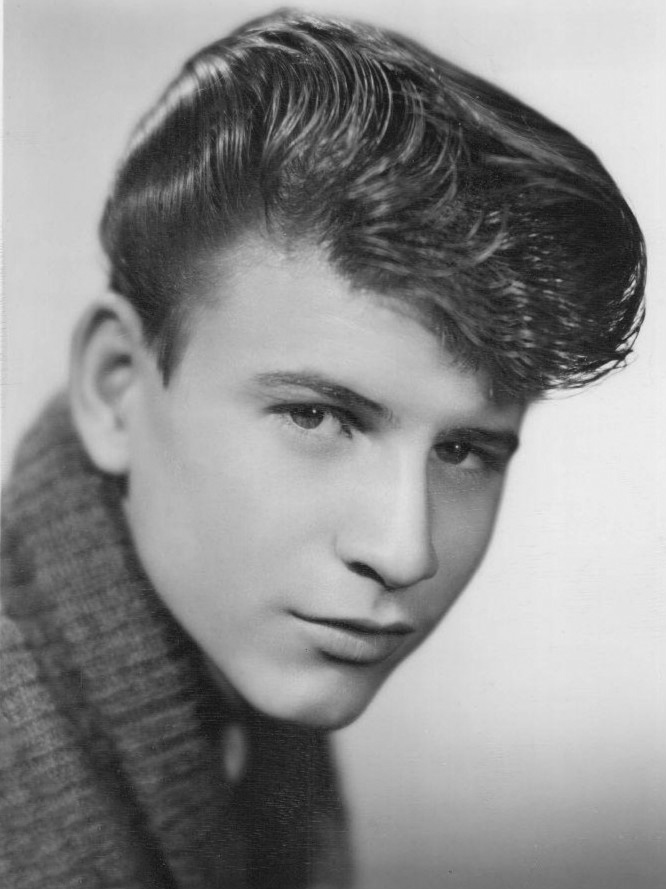
Bobby Rydell 1960.

ボビー・ライデル（Bobby Rydell、1942年4月26日 - 2022年4月5日）は、アメリカ合衆国の歌手。本名ロバート・ルイス・リダレリ（Robert Louis Ridarelli）。イタリア系アメリカ人。

## 経歴

### デビューまで
ボビー・ライデルはペンシルベニア州フィラデルフィアの出身。ボビーをショウ・ビジネスの世界に送りこんだのは彼の父親であり、働いた給料でボビーにドラム・セットを送ったり、コンサートで一流の芸を鑑賞させた。ボビーはジーン・クルーパなどに関心を持ち、もの真似などの芸を磨いた。ポール・ホワイトマンのティーン向けタレント番組で認められ、1951年から1954年の間、出演し活躍した。父親はボビーのマネージャーも務めRCA、キャピトル・レコードなどに売り込んだがうまくいかなかった。Rocco & the Saintsというグループはフランキ―・アヴァロンがリーダーであったが一時的にドラマーの代わりを務めたこともあった。1958年ヴェニス・レコードから"Fatty fatty"でデビューするが、成功を得られなかった。

### ティーン・アイドル
フィラデルフィアを本拠地とするカメオ・レコードのカル・マンとバーニー・ロウがボビーの才能を認め契約にいたり、3枚目のシングル「キッシン・タイム」が全米11位を記録し一躍ティーン・アイドルとして注目され、フィラデルフィアから中継されたディック・クラークの「アメリカン・バンドスタンド」にレギュラーとして出演しフェビアン、フランキー・アヴァロンとともに人気を高めた。次の「ウィ―・ゴット・ラブ」は全米6位を記録。1960年代に入るとヒットを連発しする。ロックン・ロールとは異なるアメリカン・ポップスの担い手としてボビー・ダーリン、ボビー・ヴィ―、ボビー・ヴィントンを合わせ4人ボビーとして活躍する一方、ナイト・クラブにも出演しヴォーカリストとしても注目を集めた。「ワイルド・ワン」は1960年全米第2位を記録しゴールド・ディスクを獲得し人気を確立した。その後も「青春スウインギン・スクール」「星空の花売り娘」「フォーゲット・ヒム」「愛なき世界」などヒットを連発、1965年までに33曲のチャート・ヒットを残した。「ヴォラーレ」「スウェイ」などはスタンダードとして今日でもよく聞かれている。。日本でもこの時期かなりの人気をえて1964年には来日公演をおこなった。

### 移籍
1964年にはキャピトル・レコードに移籍し期待されたが、「ダイアナ」などがマイナー・ヒットを記録したもののビートルズをはじめとするブリティッシュ・インベイジョンの始まりとともにチャートから遠のいていった。フランク・シナトラに認められ1968年リプリーズ・レコードに移籍するもヒットはだせなかった。その後もパーセプション・レコードなどからシングル・レコードを発売するがヒットは出せず、1976年にはディスコ・ブームのなかピップ・レコードからリリースした。「スウェイ」のディスコ・バージョンがイージー・リスニング・チャートで27位を記録したのが最後のヒット。その後はオールディーズのショウなどを中心活躍した。フランキ―・アヴァロン、フェビアンと組んでのショウ「ゴールデン・ボーイズ・ツアー」も好評だった。

## ヒット・レコード
- キッシン・タイム（Kissin' time）全米11位（1960年）
- ウィー・ゴット・ラブ－（We got love）全米6位（1960年）
- Little bitty girl　全米19位（1960年）
- ワイルド・ワン（Wild one）全米2位（1960年）
- 青春のスウィンギング・スクール(Swingin' school)全米5位（1960年）
- ヴォラーレ（Volare）全米4位（1960年）
- スウェイ（Sway）全米14位（1960年）
- グッド・タイム・ベイビー（Good time baby）全米11位（1961年）
- 恋は魔術師(That old black magic)全米21位（1961年）
- 星空の花売り娘（Door to paradise）全米85位（1961年）
- ファンキー・ルックのお嬢さん（Gee it's wonderful）全米109位（1962年）
- I'll never dance again"全米14位（1962年）
- アイブ・ゴット・ボニー（I've got Bonnie）全米18位（1962年）
- Cha cha cha 全米10位（1962年）
- バタフライ・ベイビー（Butterfly baby)全米23位（1963年）
- 燃えるバカンス（Wildwood days） 全米17位（1963年）
- フォーゲット・ヒム（Forget him)全米4位（1964年）
- 愛なき世界（World without love)全米80位（1964年）
- ダイアナ（Diana)全米98位（1965年）[4]
- ジョーカー(The Joker)全米131位（1965年）

## 主要なアルバム
- We got love （1959年）
- Bobby sings （1960年）
- Bobby's biggest hits （1960年）
- Bobby Rydell salutes the great ones （1961年）
- Rydell at the Copa （1961年）
- All the hits （1962年）
- Bobby Rydell's biggest hits, volume 2 （1962年）
- All the hits, volume 2 （1963年）
- Bye bye Birdie （1963年）
- Wildwood days （1963年）
- Top hits of 1963 （1963年）
- Forget him （1964年）
- Somebody loves me （1965年）

## 出演

### テレビ
- The Ed Sullivan Show「エド・サリバン・ショウ」（1960-1971)2回出演 (CBS)[6]。
- American bandstand (ABC)　Host: Dick Clark(ディック・クラーク）
- 「コンバット」（1964）ゲスト出演

### 映画
- Bye bye Birdie（バイ・バイ・バーディ）（1963年）　112分　共演：アン・マーグレット[7]。
- That lady from Peking（1975年）[8]。

## 日本公演
- 1962年2月5日-7日 赤坂ニュー・ラテン・クオーター
- 1964年9月20日 - 新宿厚生年金会館